# Tyukodi György
Tyukodi György (? – Sárospatak, 1682. november 22.) Jézus-társasági áldozópap és tanár.

## Élete
1649. október 25-én lépett a rendbe. A két évi próbaidő elteltével Győrött tanított a középiskolában; 1653-tól Nagyszombatban folytatta már előbb megkezdett bölcseleti tanulmányait; a teológiát is ugyanott hallgatta négy évig és 1659-ben fejezte be. Harmadik próbaéve után 1661-ben a nagyszőlősi missiót bízták reá rendi előljárói s ezentúl egy-két évi megszakítással 1675-ig Szatmáron működött mint hitszónok és házfőnök. 1676-ban az ungvári kollégium igazgatója lett és 1680-tól a sárospataki rendházat kormányozta.

## Munkái
1. Halotti beszéd Sennyei Erzsébet, Károlyi László hitvese fölött. Kassa, 1673 (Sándor István Könyvesháza után)
2. Eghi Zenges, avagy mennyei vigasztaló szozat: Mely alászállott a Mélt ... Rakoczi és Báthori igen meg-keseredett ... gyászos Vdvarhoz. Uo. 1677 (Ezen munkát illetőleg Tyukodynak Zrinyi Ilonához Ungvárról 1678. jan. 26. írt magyar levele, a reá írt megjegyzésekkel közölve van a Századokban 1873. 675. lapon.)